# Gagandeep Kang
Gagandeep Kang (Hindi गगनदीप कांग; geb. 3. November 1962 in Shimla) ist eine indische Virologin und Professorin für Mikrobiologie am Christian Medical College (CMC) in Vellore, Indien.
Kang ist für ihre interdisziplinäre Forschung zur Übertragung, Entwicklung und Prävention enterischer Infektionen und deren Folgen bei Kindern in Indien bekannt. Sie baute nationale Überwachungsnetzwerke für Rotaviren und Typhus auf und richtete Labore zur Unterstützung von Impfstoffstudien ein. Sie führte klinische Studien der Phasen I bis III für Impfstoffe durch, ein Ansatz, der zwei von der WHO präqualifizierte Impfstoffe indischer Unternehmen unterstützt hat.
Ihre Forschung untersucht die komplexen Beziehungen zwischen Infektionen, Darmfunktion sowie physischer und kognitiver Entwicklung bei Kindern. An der CMC setzte sie Ausbildungsprogramme für Studenten und junge Dozenten in klinischer Translationsmedizin auf, um eine Gruppe klinischer Forscher aufzubauen, die relevante Probleme in Indien untersuchen.

## Leben
Kang erhielt ihre Ausbildung in Medizin und Mikrobiologie am Christian Medical College in Vellore. Ihr Forschungsteam hat über 20 Jahre hinweg umfangreiche gemeindebasierte Geburtskohortenstudien zu kindlichen enterischen Infektionen, Wachstum und Entwicklung durchgeführt. Durch immunologische, mechanistische, epidemiologische und Implementierungsforschung gewann sie Informationen über die Interaktionen zwischen Umwelt und Infektionen bei Kindern. Sie erforschte den Einfluss vorheriger Infektionen auf die Reaktionen auf Impfungen.
Kang führte die größte einzelne Geburtskohortenstudie zu Rotavirus-Infektionen weltweit durch und zeigte, dass der Schutz nach einer natürlichen Infektion in Indien geringer ist als in entwickelten Ländern. Sie leitete Studien, die zur Entwicklung und Einführung zweier indischer Rotavirus-Impfstoffen in das nationale Impfprogramm beitrugen. Diese Impfstoffe sind nun von der WHO präqualifiziert und werden in anderen Ländern eingeführt.
Sie erweiterte ihre Forschung auf andere enterische Krankheitserreger wie Cholera und Typhus, mit dem Ziel der Einführung weiterer Impfstoffe. Zudem arbeitete sie an der Übertragung und dem Einfluss von COVID-19 sowie der Wirksamkeit von Impfstoffen in Indien.
Von 2016 bis 2020 leitete sie das Translational Health Science and Technology Institute (THSTI) des indischen Department of Biotechnology, um Translationswissenschaftssysteme im medizinischen Forschungssystem Indiens zu etablieren. Die von ihr initiierten Programme am THSTI unterstützten die Impfstoffentwicklungsbemühungen indischer Hersteller und erhielten weltweite Anerkennung.

## Wirken
An der CMC leitet Kang das Wellcome Trust Research Laboratory, wo die Arbeit an Rotavirus-Impfstoffen weiterhin Priorität hat. Sie kooperiert mit einem Netzwerk von 25 Krankenhäusern in Indien, um zu verstehen, wie Krankheiten gelindert werden und warum Rotavirus-Impfstoffe in einkommensstarken Ländern besser wirken.
Gemeinsam mit Jacob John leitete sie ein vierjähriges Überwachungsprogramm für Typhus, das eine hohe Prävalenz der Krankheit und den Bedarf an neuen Impfstoffen aufzeigte.
Ihre Karriere begann nach ihrem Medizinabschluss 1986 an der CMC in der Augenheilkunde am All India Institute of Medical Sciences in Neu-Delhi. Aufgrund eines familiären Tremors wechselte sie zur Mikrobiologie an der CMC. 1991 begann sie als Juniorfakultätsmitglied in der enterischen Krankheitsforschung am Wellcome-Labor der CMC.
1998 vertiefte sie ihre Rotavirus-Forschung, als sie am UK Public Health Laboratory Service in London arbeitete. Sie arbeitete mit Mary Estes am Baylor College of Medicine zusammen, was zu einer dauerhaften Zusammenarbeit zwischen CMC und Baylor führte.
Während der COVID-19-Pandemie bewertete sie die Rolle des THSTI in der epidemiologischen Forschung und schuf Plattformen für die Impfstoffproduktion. Sie kehrte 2020 zur CMC zurück und engagiert sich in der COVID-19-Politik, unter anderem in Arbeitsgruppen der WHO und in nationalen Beratungsgremien.

## Auszeichnungen
Kang ist Mitbegründerin der Lancet Citizens’ Commission zur Neugestaltung des indischen Gesundheitssystems. Sie setzt sich für Reformen in der medizinischen Ausbildung Indiens ein, da das aktuelle System Forschung wenig fördert. Ihr Ziel ist es, mindestens 20 Forscher im Bereich Public Health aufzubauen, die eigene Gruppen leiten, nicht nur an der CMC.
Im Jahr 2019 wurde sie zum Fellow der Royal Society gewählt. Im Jahr 2024 wurde sie mit dem John Dirks Canada Gairdner Global Health Award ausgezeichnet.